# Nadwołżański Okręg Wojskowy
Nadwołżański Okręg Wojskowy (ros. Приволжский военный округ, ПриВО) – ogólnowojskowy, operacyjno-terytorialny związek radzieckich sił zbrojnych.

## Formowanie i zmiany organizacyjne
Utworzony rozkazem Najwyższej Rady Wojskowej nr 23 z 31 marca 1918. Sztab znajdował się w Kujbyszewie.

W 2001, na bazie Przywołżańskiego oraz Uralskiego OW sformowano Przywołżańsko-Urlski OW.

## Oficerowie dowództwa
Dowódcy Okręgu
- gen. por (od 1940) Wasilij Gierasimienko: 11 lipca 1940 (rozkaz LKO nr 0080) - ?

Członkowie Rady Wojskowej
- komisarz korpuśny (1940) Aleksiej Żełtow: 22 lipca 1939 (rozkaz LKO nr 03331) - 24 lutego 1941;
- komisarz dywizyjny (od 1939) Siemion Kołonin: 24 lutego 1941 - ?

22 czerwca 1941 ?.
Szef sztabu
- gen. mjr ( 1940) Wasilij Gordow: 11 lipca 1940 (rozkaz LKO nr 0078) - ?